# Единадесети конгрес на Македонската патриотична организация
Единадесетият конгрес на Македонските политически организации (МПО) се провежда през септември 1931 година в Кливлънд, Охайо, САЩ. 
Преди началото на конгреса се провежда внушителна манифестация на 3 септември 1931 година. На 4 септември Пандил Шанев открива конгреса. Речи произнасят Джан Бейклес, Любен Димитров, Блаз Каушич и от помощник-кмета на Кливлънд Джордж Кер. Конгресът е закрит на 7 септември и е избрано ръководство в състав Пандил Шанев – председател, Цветко Анастасов – подпредседател, Коста Попов – подпредседател, Таше Попчев – касиер, Кирил Чалев и Любен Димитров – съветници.